# Брикебек
Брикебе́к, Брікебек (фр. Bricquebec) — колишній муніципалітет у Франції, у регіоні Нормандія, департамент Манш. Населення — 4260 осіб (2011).
Муніципалітет був розташований на відстані близько 300 км на захід від Парижа, 100 км на захід від Кана, 60 км на північний захід від Сен-Ло.

## Історія
До 2015 року муніципалітет перебував у складі регіону Нижня Нормандія. Від 1 січня 2016 року належав до нового об'єднаного регіону Нормандія.
1 січня 2016 року Брикебек, Ле-Перк, Кеттето, Сен-Мартен-ле-Ебер, Ле-Вальдесі i Ле-Врето було об'єднано в новий муніципалітет Брикебек-ан-Котантен.

## Демографія
Динаміка населення (EHESS і Insee ):
Розподіл населення за віком та статтю (2006):
| Стать | Всього | До 15 років | 15-24 | 25-44 | 45-64 | 65-85 | Понад 85 |
| --- | ------ | ----------- | ----- | ----- | ----- | ----- | -------- |
| Чоловіки | 2068   | 388         | 332   | 440   | 564   | 328   | 16       |
| Жінки | 2144   | 424         | 188   | 584   | 492   | 404   | 52       |
| \| Статево-вікова піраміда \| Статево-вікова піраміда \| Статево-вікова піраміда \| \| ----------------------- \| ----------------------- \| ----------------------- \| \| Чоловіки \| Вік \| Жінки \| \| 16 \| 85 + \| 52 \| \| 72 \| 80-84 \| 64 \| \| 64 \| 75-79 \| 128 \| \| 108 \| 70-74 \| 120 \| \| 84 \| 65-69 \| 92 \| \| 88 \| 60-64 \| 108 \| \| 104 \| 55-59 \| 116 \| \| 160 \| 50-54 \| 132 \| \| 212 \| 45-49 \| 136 \| \| 148 \| 40-44 \| 204 \| \| 128 \| 35-39 \| 164 \| \| 88 \| 30-34 \| 120 \| \| 76 \| 25-29 \| 96 \| \| 116 \| 20-24 \| 84 \| \| 216 \| 15-20 \| 104 \| \| 152 \| 10-14 \| 164 \| \| 144 \| 5-9 \| 132 \| \| 92 \| 0-4 \| 128 \| |        |             |       |       |       |       |          |
| Статево-вікова піраміда |        |             |       |       |       |       |          |
| Чоловіки | Вік    | Жінки       |       |       |       |       |          |
| 16 | 85 +   | 52          |       |       |       |       |          |
| 72 | 80-84  | 64          |       |       |       |       |          |
| 64 | 75-79  | 128         |       |       |       |       |          |
| 108 | 70-74  | 120         |       |       |       |       |          |
| 84 | 65-69  | 92          |       |       |       |       |          |
| 88 | 60-64  | 108         |       |       |       |       |          |
| 104 | 55-59  | 116         |       |       |       |       |          |
| 160 | 50-54  | 132         |       |       |       |       |          |
| 212 | 45-49  | 136         |       |       |       |       |          |
| 148 | 40-44  | 204         |       |       |       |       |          |
| 128 | 35-39  | 164         |       |       |       |       |          |
| 88 | 30-34  | 120         |       |       |       |       |          |
| 76 | 25-29  | 96          |       |       |       |       |          |
| 116 | 20-24  | 84          |       |       |       |       |          |
| 216 | 15-20  | 104         |       |       |       |       |          |
| 152 | 10-14  | 164         |       |       |       |       |          |
| 144 | 5-9    | 132         |       |       |       |       |          |
| 92 | 0-4    | 128         |       |       |       |       |          |

## Економіка
2010 року серед 2634 осіб працездатного віку (15—64 років) 1824 були активними, 810 — неактивними (показник активності 69,2%, у 1999 році було 65,7%). З 1824 активних мешканців працювала 1621 особа (897 чоловіків та 724 жінки), безробітними було 203 (90 чоловіків та 113 жінок). Серед 810 неактивних 225 осіб було учнями чи студентами, 281 — пенсіонерами, 304 були неактивними з інших причин.

У 2010 році в муніципалітеті числилось 1812 оподаткованих домогосподарств, у яких проживали 4385,0 особи, медіана доходів виносила 17 051 євро на одного особоспоживача